# Phyllomyza nudipalpis
Phyllomyza nudipalpis är en tvåvingeart som beskrevs av Malloch 1914. Phyllomyza nudipalpis ingår i släktet Phyllomyza och familjen sprickflugor.
Artens utbredningsområde är Taiwan. Inga underarter finns listade i Catalogue of Life.